# ルッカ・アレン
ルッカ・アレン（Lucca Allen, 2002年6月22日 - ）は、アイルランドのレーシングドライバー。フォーミュラ4サウスイーストアジアチャンピオンシップ（英語版）の2019年のチャンピオン。

## キャリア

### カート
コークで生まれたアレンは、2011年にカートのキャリアを始めた。彼はすぐに速さを証明し、2014年の世界カート選手権ではアイルランド代表として参戦、エナム・アーメドやミック・シューマッハなどと上位争いを繰り広げた。2016年には世界カート選手権にも再びアイルランド代表として参戦、さらにアイルランド国内シリーズのチャンピオンにもなった。

### ジュニア・フォーミュラ
2017年、アレンはファルコンモータースポーツ（英語版）からイギリスF4選手権にカーレースデビューを果たした。彼は15レースに参戦したが、ポイントを獲得できなかった。それにもかかわらず、2018年にフォーテック・モータースポーツ（英語版）とフル参戦の契約を結んだ。同年アレンは29ポイントを獲得し、チャンピオンシップを14位でフィニッシュした。また、フォーミュラ4サウスイーストアジアチャンピオンシップにもデビューし、セパンで1回表彰台を獲得した。
2019年も引き続きフォーミュラ4サウスイーストアジアチャンピオンシップにフル参戦。年間12勝を収め、フィンランド人ドライバーのエリアス・セプペネンと1ポイント差の640ポイントで年間チャンピオンに輝いた。

### スーパーフォーミュラ・ライツ
アルビレックスレーシングチームは2020年1月、アレンが日本のスーパーフォーミュラ・ライツシリーズの初年度シーズンに参加することを発表した。しかし、COVID-19の影響を受けた渡航制限により、アレンは序盤の3戦（ツインリンクもてぎ、岡山国際サーキット、スポーツランドSUGO）に出場できなかった。第9戦オートポリスでシリーズデビューを果たし、合計5ポイントを獲得。3戦のみの参戦ながら、ドライバーズチャンピオンシップで9位に入賞した。
2021年もアルビレックスレーシングチームから同シリーズに参戦したものの、1ポイントの獲得に終わった。

### 耐久レース
2022年からは耐久レースへの挑戦を開始。当初はル・マン・カップ（ミシュラン・ル・マン・カップ）にAF2モータースポーツから参戦する予定であったが、最終的にアルティメット・カップ・シリーズのプロトタイプ・チャレンジにグラフ・レーシングから参戦することになった。
2023年はル・マン・カップに参戦した。

## レース記録

### 略歴
| シーズン | シリーズ                     | チーム                         | レース | 勝利 | PP | FL | 表彰台 | ポイント | ポジション |
| -------- | ---------------------------- | ------------------------------ | ------ | ---- | -- | -- | ------ | -------- | ---------- |
| 2017年   | イギリスF4選手権             | ファルコンモータースポーツ     | 15     | 0    | 0  | 0  | 0      | 0        | 22位       |
| 2018年   | イギリスF4選手権             | フォーテックモータースポーツ   | 27     | 0    | 0  | 0  | 0      | 29       | 14位       |
| 2018年   | F4SEAチャンピオンシップ      | メリット GP                    | 6      | 0    | 0  | 0  | 1      | 52       | 12位       |
| 2019年   | F4SEAチャンピオンシップ      | メリット GP                    | 40     | 12   | 6  | 9  | 28     | 640      | 1位        |
| 2020年   | スーパーフォーミュラ・ライツ | アルビレックスレーシングチーム | 9      | 0    | 0  | 0  | 0      | 5        | 9位        |
| 2021年   | スーパーフォーミュラ・ライツ | アルビレックスレーシングチーム | 3      | 0    | 0  | 0  | 0      | 1        | 11位       |

### スーパーフォーミュラ・ライツ
（キー）（太字のレースはポールポジションを獲得したレースを示す。イタリック体のレースはファステストラップを計測したレースを示す。）
| 年     | エントラント        | 1     | 2     | 3     | 4        | 5        | 6        | 7        | 8        | 9        | 10      | 11        | 12       | 13        | 14       | 15       | 16       | 17       | 順位 | ポイント |
| ------ | ------------------- | ----- | ----- | ----- | -------- | -------- | -------- | -------- | -------- | -------- | ------- | --------- | -------- | --------- | -------- | -------- | -------- | -------- | ---- | -------- |
| 2020年 | ALBIREX RACING TEAM | TRM 1 | TRM 2 | TRM 3 | OKA 1    | OKA 2    | SUG 1    | SUG 2    | SUG 3    | AUT 1 6  | AUT 2 6 | AUT 3 Ret | SUZ 1 6  | SUZ 2 Ret | SUZ 3 6  | FSW 1 6  | FSW 2 7  | FSW 3 8  | 9位  | 5        |
| 2021年 | ALBIREX RACING TEAM | FSW 1 | FSW 2 | FSW 3 | SUZ 1 WD | SUZ 2 WD | SUZ 3 WD | AUT 1 WD | AUT 2 WD | SUG 1 11 | SUG 2 6 | SUG 3 8   | TRM 1 WD | TRM 2 WD  | TRM 3 WD | TRM 1 WD | TRM 2 WD | TRM 3 WD | 11位 | 1        |

†ドライバーはレースを完走しなかったが、レース距離の90%以上を走行したことが認められた。